# Pfarrkirche Watzelsdorf

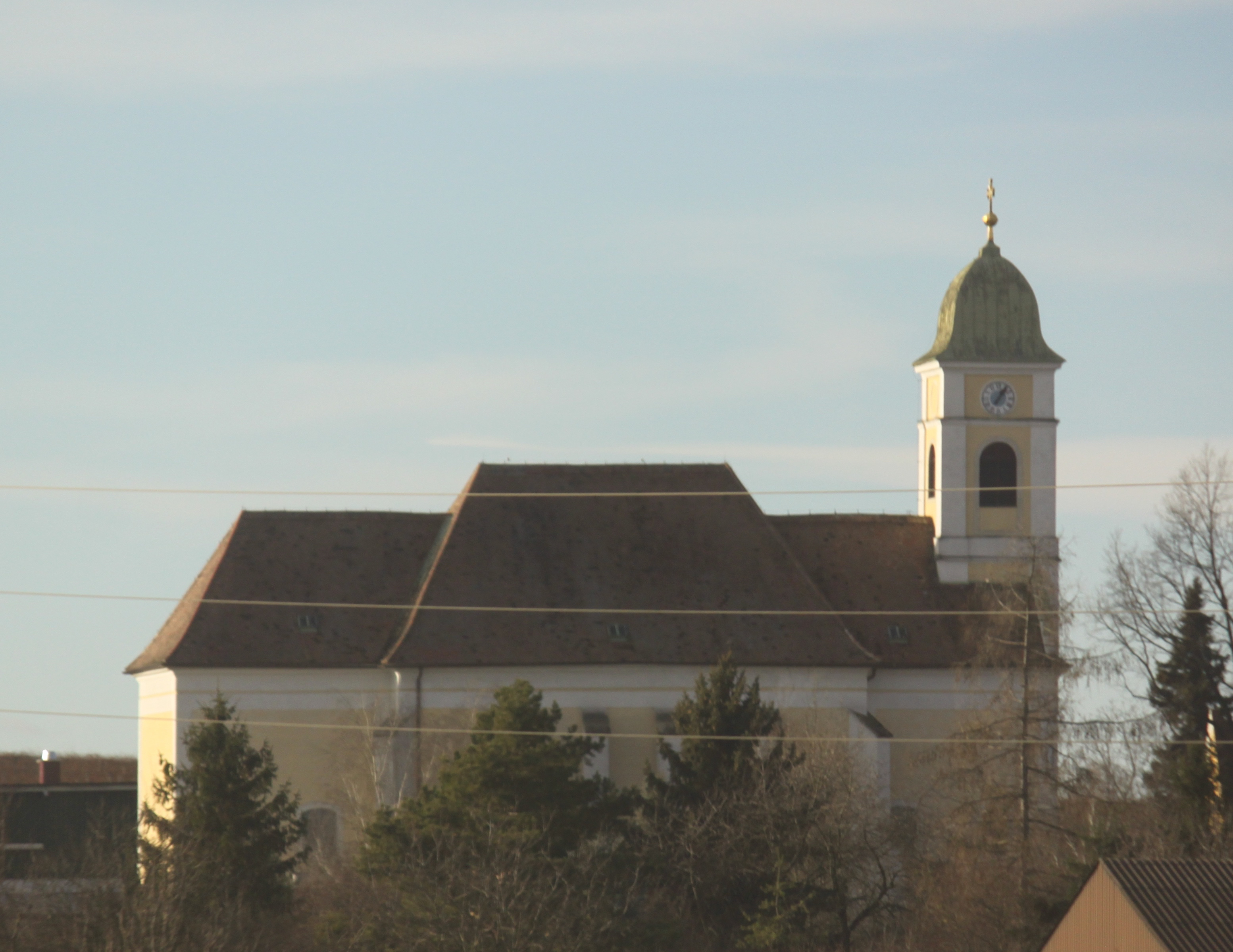
Katholische Pfarrkirche Kreuzerhöhung in Watzelsdorf

Die Pfarrkirche Watzelsdorf steht erhöht am südlichen Ortsrand der Ortschaft Watzelsdorf in der Marktgemeinde Zellerndorf im Bezirk Hollabrunn in Niederösterreich. Die auf das Patrozinium Kreuzerhöhung geweihte römisch-katholische Pfarrkirche, dem Schottenstift inkorporiert, gehört zum Dekanat Retz-Pulkautal der Erzdiözese Wien. Die Kirche steht unter Denkmalschutz (Listeneintrag).

## Geschichte
Die 1794 gegründete Pfarre wurde dem Schottenstift inkorporiert.
Der Kirchenbau nach den Plänen von Damisch und Meinhardt wurde 1794 begonnen und von 1801 bis 1803 vollendet.

## Architektur
Der einheitliche Kirchenbau des Josephinismus ist Nord-Süd ausgerichtet und grenzt im Osten an einen Friedhof. Der Nordturm ist weithin sichtbar.
Der klassizistische Kirchenbau mit einem Saalraum hat einen eingezogenen Südchor mit einem geraden Schluss, einen nördlichen Anbau mit einem Vorjoch zum Langhaus und einen risalitartigen Fassadenturm. Die Außenfassade zeigt eine schlichte Gliederung mit Lisenen und Bänderung und Segmentbogenfenster, das Langhaus hat abgetreppte Stützpfeiler. Die Sakristei ist im westlich am Chor angebaut.
Das Kircheninnere zeigt ein Langhaus mit stark ausgerundeten Ecken unter einer gekehlten Flachdecke über einem profilierten Gesims und eine Lisenengliederung. Der eingezogene Triumphbogen ist korbbogig. Der eingezogene rechteckige Chor hat ein Platzlgewölbe über Gurtbögen auf Lisenen und Pilastern. Die Orgelempore ist platzlunterwölbt. Die Orgel aus 1805 mit 16 Registern stammt von Johann Josef Wiest.
Die Deckenmalerei im Langhaus zeigt die Kreuzerhöhung gemalt von Hans Alexander Brunner 1956.

## Ausstattung
Die einheitliche klassizistische Ausstattung ist aus dem Ende des 18. Jahrhunderts. Das Altarblatt Kreuzigung Christi wurde dem Umkreis von Martin Johann Schmidt zugeschrieben.

## Friedhof
Der Friedhof hat eine historistische Grabkapelle aus 1881. Ein klassizistischer Grabstein mit einem Relief Schutzengel nennt Rosina Bsteh 1817.